# Чёрный пёс Петербург
«Чёрный пёс Петербург» — концертный альбом группы «ДДТ», записанный 12 декабря 1992 года на московском стадионе "Лужники"  и выпущенный в 1993 году. В альбом вошли восемь песен, не вошедших в другие альбомы.

## История создания
«Чёрный Пес Петербург — первая наша тематическая, концептуальная программа. Когда мы её делали, то понимали, что как музыканты мы должны подняться на новый, иной уровень. Мы ставили перед собой задачи, которые никогда раньше не решали. Все было внове, в диковинку. И она получилась. Со всеми минусами, но она получилась!»… «Там впервые такие большие темы были затронуты. Темы, которыми вообще болеет искусство: „Быть или не быть?“, Медный всадник, Борис Годунов немножко… Были обращения к Мандельштаму, Бродскому, Шостаковичу, какой-то симфонизм, пусть небольшой. Уже начиналась работа над образной музыкой. Это была веха для нас.»— Ю.Шевчук, «DDT. Понимание Свободы», Fuzz #1, 2002
Первоначально планировалось записать новый студийный альбом, но, получив неплохую запись с концерта и имея возможность её немного подправить, группа решила не тратить деньги и время на новую запись, а выпустить концертный альбом. Это была первая двойная и последняя виниловая пластинка ДДТ. «Выпустить двойной альбом — довольно дорогое и рискованное дело, но наличие в нём главных на тот момент форматных хитов позволило „Чёрному Псу“ содержать и коцептуальную тематическую программу новых песен.»
Вадим Курылёв отмечает экспрессивные соло Александра Ляпина и усилившие ритм-секцию электронные барабаны Дмитрия Евдомахи, привнёсшие в программу недостающие элементы. По мнению Курылёва, это был один из самых сильных составов ДДТ: «Сам Юра и все музыканты были в отличной форме, и каждый — на своём месте. Даже за концертным пультом восседал не кто иной, как легендарный Юрий Морозов. Дальше, однако, в этом составе дело почему-то не пошло, уж и не знаю, кого в этом винить.»
По свидетельству Курылёва, в альбом были внесены некоторые студийные изменения. Например, вследствие некачественной записи были заново записаны электронные барабаны и бэк-вокал. Псалтырь, на котором Курылёв играл в инструментальной части песни «Чёрный пёс», также оказался не записан, и его заменили акустической гитарой. В некоторых песнях были переписаны (или дозаписаны) гитарные партии. «Подробно это никто не документировал, а сейчас уже никто не помнит — где оставались концертные треки, а где — студийные. На слух они различаются далеко не всегда.»
Михаил Чернов считает программу «Чёрный пес Петербург» вершиной роста группы и началом её падения: «По моему личному мнению, на этом „ДДТ“ и закончился. Потому что вскоре после выхода „Чёрного пса“ ушёл Андрей Муратов (Мурзик) — клавишник, человек, дававший коллективу симфонизм. Без него начались разброд и шатание.» Никита Зайцев высоко оценивал концертную программу и альбом.
Для Шевчука «Чёрный пёс» стал вторым рождением ДДТ: «Жаль, что мы очень мало играли эту программу — она была лучшей из нами созданных. Всего 9 концертов — в Петербурге, в Москве, в Минске. Последний концерт был в Барнауле — самый лучший.». По словам Игоря Доценко, было ещё три концерта в Киеве. Спонсорами выступили компании «OILCO» (Санкт-Петербург) и «Наступны крок» (Минск).
Было снято два клипа. Первый — «Ты не один», 1992, режиссёр Сергей Сельянов. Второй — «Чёрный пёс Петербург», 1992, режиссёр Борис Деденёв.

## Концертная программа
«Чёрный пёс Петербург» является первой концептуальной программой ДДТ; перед группой ставились новые задачи, начиналась работа над образной музыкой. По словам Шевчука, это первая программа ДДТ, состоящая не только из социальных пластов жизни, но и из некой философичности, лиризма.
Концерты начинались с «воя» Чёрного Пса. «Сначала хотели успеть где-то раздобыть или собрать сами терменвокс — ЮЮ должен был выходить на сцену и начинать с ним „колдовать“. Но, конечно, никакого терменвокса за такой короткий срок мы не нашли, и вой Чёрного Пса изобразил на гитаре Ляпин.»
Над светом и декорациями — городские стены, колодец с окнами, гигантский шар (который Шевчук обыгрывал, то превращая его в огромный маятник Фуко, то в гирю для сноса старых зданий), — работал театральный художник Александр Орлов. По воспоминаниям Вадима Курылёва, при подготовке программы обдумывались даже варианты костюмов, но в итоге группа остановилась просто на одежде чёрного цвета: «…в середине программы, на самой песне „Чёрный пёс Петербург“, Юра нарушал эту тональность, выходя в белой рубашке, и оставался в ней уже до конца концерта. Визуально программа была оформлена довольно лаконично, но именно эта строгость так сочеталась с образом Петербурга, огромного пса-философа, где-то во времени потерявшего своего хозяина и блуждающего по невским берегам в конце 20-го века».

## Обложка альбома
На обложке запечатлён свободный художник Сергей Брок с одолжённым у кого-то псом-водолазом Тоськой. За неделю до премьеры концерта Брок начал ежедневный рекламный обход Невского проспекта и прилегающих улиц. В один из этих дней он и был запечатлён на улице Рубинштейна.

## Детали издания
Многоканальная запись звука производилась на двух концертах в Москве, а съёмка (как более дорогое дело) — лишь на одном из них. Позже выяснилось, что концерт сыгран и записан лучше в тот день, когда съёмки не было, поэтому лучшая фонограмма пошла со студийными доработками на виниловый альбом, а в фильме осталась фонограмма съёмочного дня.
Альбом был издан на грампластинках, магнитофонных кассетах и двойном CD. На первом виниловом издании отсутствуют треки «Post интеллигент» и «Террорист». Пластинка была издана группой на собственные средства, без помощи каких-либо лейблов. Соответственно, и номер каталога продукту не присвоен.
В буклете диска и на виниловом конверте присутствует «Интервью, взятое у самого себя». Шевчук рассуждает о том, как непросто разговаривать со СМИ, об атеизме, о проблеме музыки в России, где Богдан Титомир набирает популярность и «искусство прогрессирует», о ДДТ, а также про программу «Чёрный пёс Петербург».
В феврале 2016 года издательство Imagine Club выпустило переиздание из двух LP, по 180 гр., с новым мастерингом и другой полиграфией. Пластинка представлена в следующих вариантах: чёрный конверт — белый винил 500 копий и белый конверт — чёрный винил 500 копий. У каждого есть свой индивидуальный номер. Тираж напечатан в Германии.

## Список композиций
Автор всех песен — Ю. Шевчук (кроме указанной особо)

| Диск 1 1. Пролог — 4:25 2. Новые блокадники — 5:28 3. Styx — 4:29 4. Храм — 4:17 5. Беда — 7:50 6. Ты не один — 5:08 7. Я остановил время — 5:08 8. В это — 4:46 9. Post интеллигент (бонус CD-издания) — 4:47 10. Террорист (бонус CD-издания) — 7:04 | Диск 2 1. Чёрный пес Петербург — 11:25 2. Дождь — 4:01 3. Осень (стихотворение) / В последнюю осень — 4:49 4. Что такое осень — 4:43 5. Я зажёг в церквах все свечи / Суббота — 6:09 6. Ленинград — 4:32 7. Родина — 4:48 8. Рождественская — 4:47 9. Ганг (инструментал) (бонус 2001 года) — 9:53 (автор — А. Ляпин) |

## Участники записи
- Юрий Шевчук — вокал, акустическая гитара, электробарабаны («Храм» — вступление)
- Андрей Васильев — гитара, бэк-крик
- Вадим Курылёв — бас-гитара, бэк-вокал, акустическая гитара, 12-струнная гитара («Ты не один», «Я зажег в церквях все свечи»), акустическое соло (проигрыш в «Чёрный пёс Петербург»)
- Андрей Муратов — клавишные, бэк-крик
- Игорь Доценко — барабаны, электробарабаны («Новые Блокадники»)
- Михаил Чернов — саксофон, флейта
- Александр Ляпин — соло-гитара
- Яков Солодкий — конги («Беда»)
- Дмитрий Евдомаха — электробарабаны, перкуссия
- Звукорежиссёры — Андрей Муратов, Юрий Морозов, Александр Докшин

### Концертный состав
- Юрий Шевчук — вокал, акустическая гитара
- Андрей Васильев — гитара, бэк-крик
- Вадим Курылёв — бас-гитара, бэк-вокал, псалтырь
- Андрей Муратов — клавишные, бэк-вокал
- Игорь Доценко — барабаны
- Михаил Чернов — саксофон, флейта
- Александр Ляпин — соло-гитара
- Дмитрий Евдомаха — электробарабаны, перкуссия
- Александр Бровко — губная гармоника
- Юрий Морозов — звукорежиссёр

## Фильм-концерт
Существует также фильм-концерт с одноимённым названием. Съёмки проводила телекомпания АТВ. После двухдневных съёмок концерта обнаружилось, что половина камер работала в браке:

«Человек — оператор — снимал весь концерт, мы смотрим его работу, а там всё мутно. Я был потрясён таким качеством работы и главное — отношением к ней. Но делать уже было нечего, нам очень хотелось выпустить этот фильм. По трое суток не спали на монтажах, просто сшивали его из кусков, неудачные планы закрывали какими-то старыми записями, видами Петербурга и т. д. Сейчас смотрю и вижу, что это всё равно удача — время и дух сохранили. И слава Богу.»— Юрий Шевчук, интервью газете «Московский комсомолец», 27.11.1993
Фильм в основном состоит из записи концерта в Лужниках, состоявшегося 13 декабря 1992 года. Кроме самого концерта, фильм содержит видеовставки, снятые в Санкт-Петербурге, Москве, Киеве и Минске.

### Список композиций
1. Пролог
2. Новые блокадники
3. Стикс
4. Храм
5. Беда
6. Ты не один
7. Я остановил время
8. В это
9. Стих. Обезвреженные лица…
10. Ночь в Москве
11. Стих. Умирая во сне…
12. Post интеллигент
13. Террорист
14. Чёрный пёс Петербург
15. Дождь
16. Стих. Осень, небо…
17. В последнюю осень
18. Что такое осень
19. Я зажёг в церквах все свечи
20. Стих. Суббота
21. Ленинград
22. Родина
23. Рождественская
24. Актриса Весна

Данные
- Продолжительность фильма — 118 мин.
- Режиссёр — Сергей Морозов
- Звукорежиссёр — Андрей Муратов. Звукорежиссёр аудиоверсии — Александр Докшин.
- Декорации — А. Орлов
- Звукорежиссёр концерта — Ю. Морозов

## Треки
- Песня «Новые блокадники» впервые исполнена в 1989 году на концерте в Днепропетровске, при этом значительно отличалась текстом и мелодией куплетов. Исполнялась в конце 2010-х годов в концертной программе «История звука».
- Песня «Чёрный пёс Петербург» вначале называлась «Сфинкс» и обладала хард-роковой аранжировкой, отличающейся от известной версии. В середине 1990-х годов, когда ДДТ гастролировала с юбилейной программой «От и До», во время продолжительного инструментального проигрыша гитарист Вадим Курылёв пел свою песню «Маскарад»[17].
- Существуют неизданные студийные версии песен «Чёрный пёс Петербург» и «Ты не один», записанные в 1992 году. Студийная версия «Ты не один» звучит в телесериале «Русский транзит» 1994 года. Песни «Ты не один» и «Я зажёг в церквах все свечи» были перезаписаны в 2003 году для альбома «Песни».
- Песня «В это» звучала на 20-летии Ленинградского рок-клуба и имела другие текст и аранжировку. 22 января 1991 года ДДТ играли её в поддержку программы «Взгляд» на малой спортивной арене «Лужники»[18].
- Схожий сценический реквизит (огромный шар, подвешенный к потолку) впоследствии использовала группа AC/DC в ходе своего концертного тура «Ballbreaker».